# Las madres de la Plaza de Mayo
Las Madres de Plaza de Mayo es una película documental argentina de 1985 escrita y dirigida por Susana Blaustein Muñoz y Lourdes Portillo. El filme muestra las protestas del movimiento de las Madres de Plaza de Mayo en defensa de los 30 mil desaparecidos en Argentina durante la dictadura militar de Jorge Videla. Fue nominada al Óscar a Mejor Largometraje Documental. 

## Argumento
El documental se enfoca en la agrupación de mujeres argentinas que desafió la brutalidad de la dictadura militar que tomó el gobierno en 1976, y contiene testimonios de dichas mujeres para narrar sus historias y presentar su valentía y perseverancia.

## Recepción
Walter Goodman, para The New York Times, señaló que la forma en que presenta varias décadas de la historia argentina es simplista y que los efectos usados para dramatizar los relatos de tortura caen en lo amateur, pero destaca el comentario crítico de las realizadoras hacia Estados Unidos por su intervención en esa historia. La Dra. María Arbelaez, de la Universidad de Nebraska Omaha, describió al documental como "intenso y emotivo", y resalta que se haya hecho a 3 años del regreso al régimen representativo en Argentina.
El filme fue nominado a los Premios Oscar en la categoría de mejor documental.